# 勒特里亚杜
勒特里亚杜（法語：Le Triadou，法語發音：[lə tʁijadu]）是法国埃罗省的一个市镇，属于蒙彼利埃区。

## 地理
勒特里亚杜（43°44'23"N, 3°51'7"E）面积6.3 平方千米，位于法国奧克西塔尼大區埃罗省，该省份为法国南部沿海省份，南濒地中海，西南接奥德省，西北接塔恩省和阿韦龙省，东北与加尔省接壤。
与勒特里亚杜接壤的市镇（或旧市镇、城区）包括：阿萨斯、莱马泰勒、普拉德勒莱兹、圣让德屈屈勒、圣马蒂厄-德特雷维耶。

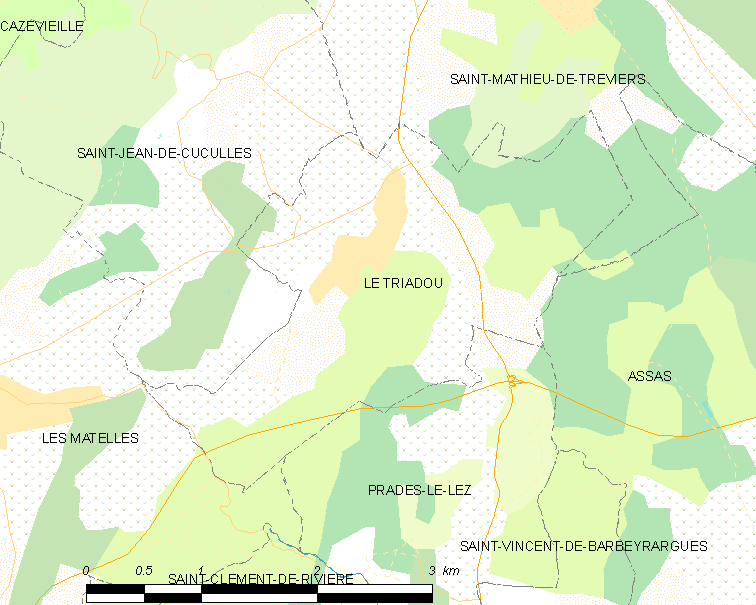
勒特里亚杜的OSM定位图

勒特里亚杜的时区为UTC+01:00、UTC+02:00（夏令时）。

## 行政
勒特里亚杜的邮政编码为34270，INSEE市镇编码为34314。

## 政治
勒特里亚杜所属的省级选区为圣热利迪费斯克县。

## 人口

1962-2008年间勒特里亚杜人口变化图示

勒特里亚杜于2022年1月1日时的人口数量为692人。